# Czartoryski (Adelsgeschlecht)

Wappen der Fürsten Czartoryski

Czartoryski ist der Name eines bedeutenden polnisch-litauischen Magnatengeschlechts im Fürstenstand, das seine Abstammung auf Gediminas, Großfürst von Litauen († 1341), zurückführt und damit zu den Gediminiden zählt.

## Geschichte
Die Czartoryski zählen zu den bedeutendsten Hochadelsgeschlechtern Polens. Der Name Czartoryski leitet sich von der Besitzung Czartorysk in Wolhynien ab. Als Stammvater gilt Konstanty Olgierowicz Fürst von Tschortoryjsk (1335–1390), Sohn des Algirdas, Großfürst von Litauen. Er war ein Enkel des Großfürsten Gediminas und Bruder des späteren polnischen Königs Władysław II. Jagiełło. Besondere politische Bedeutung kam der Familie im 18. Jahrhundert zur Zeit der Polnisch-Litauischen Union (Erste Rzeczpospolita) zu. Im 19. Jahrhundert bildete Fürst Adam Jerzy Czartoryski gemeinsam mit seinem jüngeren Bruder Fürst Konstanty Adam Czartoryski, dem militärischen Anführer des Novemberaufstands von 1830/1831, das Haupt der polnischen Emigration in Westeuropa. 

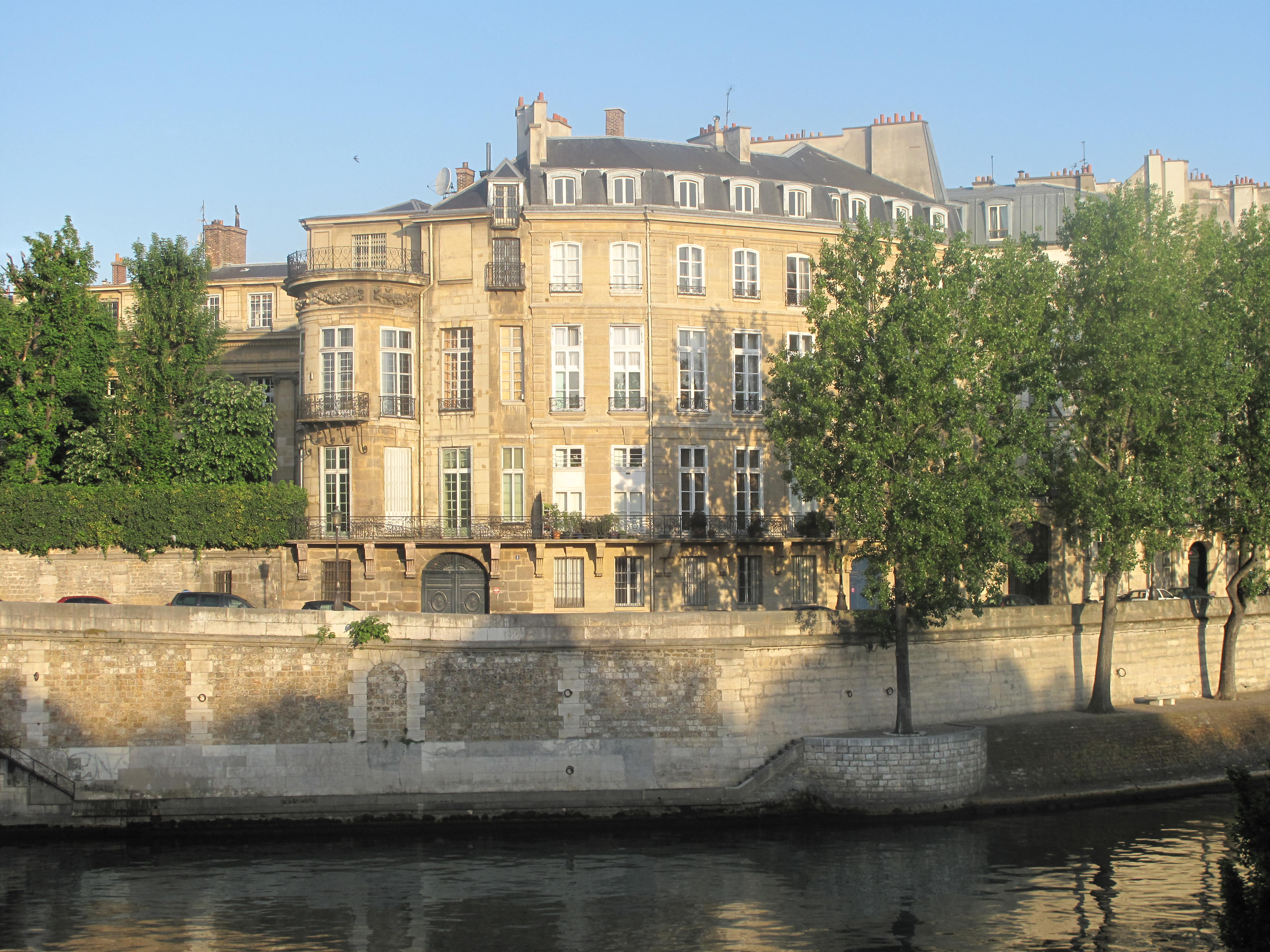
Hôtel Lambert auf der Île Saint-Louis in Paris

Der Pariser Stammsitz der Familie Czartoryski, das Hôtel Lambert auf der Île Saint-Louis, entwickelte sich ab der Mitte des 19. Jahrhunderts zu einem Mittelpunkt des gesellschaftlichen Lebens der französischen Hauptstadt und in den darauffolgenden Jahrzehnten zum Zentrum des politischen Lebens der polnischen Emigration im Westen Europas. Die Politik des „Hôtel Lambert“ war auf eine Wiederherstellung Polens als konstitutionelle Monarchie nach den Maßgaben der polnischen Verfassung vom 3. Mai 1791 gerichtet. Als Nachfolger des 1795 abgedankten letzten Königs Polens, Stanislaus II. August Poniatowski, war Fürst Adam Georg selbst vorgesehen. Unbestritten ist auch die kulturelle Führungsrolle des „Hôtel Lambert“ während des 19. Jahrhunderts. Neben Größen der polnischen Emigration wie Frédéric Chopin, Zygmunt Krasiński oder Adam Mickiewicz zählten Künstler und Schriftsteller wie George Sand, Honoré de Balzac, Hector Berlioz, Franz Liszt und Eugène Delacroix zu den regelmäßigen Gästen der Fürstenfamilie.

## Familienwappen
Das Familienwappen zeigt in Rot einen geharnischten silbernen Ritter mit goldenen Sporen auf einem weißen (silbernen) springenden Pferd. In der rechten Hand trägt er über dem Kopf ein silbernes Schwert mit goldenem Griff, in der linken einen blauen Schild mit einem goldenen Lothringer Kreuz. Der Verschluss der silbernen Scheide des Schwertes ist golden, Sattel und Zaumzeug des Pferdes sind blau mit goldener Verzierung. Unter den Hufen des Pferdes ist eine Burgmauer dargestellt. Das Wappen ist identisch mit dem schon im 15. Jahrhundert verwendeten Wappen des Großfürstentums Litauen.

## Kunstsammlung
Die Adelsfamilie Czartoryski hat über die Jahrhunderte eine der bedeutendsten Kunstsammlungen in Polen aufgebaut. Zu ihr gehören neben Werken der bildenden Kunst, darunter das weltberühmte Gemälde Dame mit Hermelin von Leonardo da Vinci, eines von lediglich vier anerkannt eigenhändigen Gemälden da Vincis, weitere 86.000 Museumsobjekte und 250.000 Bücher und Handschriften. Während des Zweiten Weltkrieges gingen durch die deutsche Besatzung etwa 700 Objekte verloren. Der Wert der Sammlung wird auf 2 Mrd. Euro geschätzt. Für rund 100 Mio. Euro hat der polnische Staat Ende 2016 die komplette Sammlung erworben. Sie soll künftig im Nationalmuseum in Krakau ausgestellt werden.

## Bedeutende Persönlichkeiten

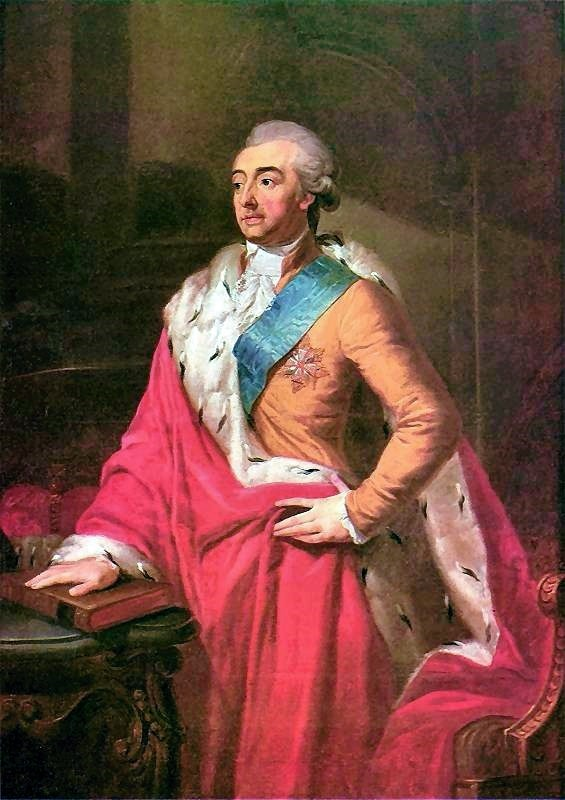
Adam Kazimierz Czartoryski

Namhafte Vertreter dieses Adelsgeschlechts, das noch heute den Fürstentitel führt, waren unter anderem:
- Fürst Michał Fryderyk Czartoryski (1696–1775), Großkanzler von Litauen
- Fürst August Aleksander Czartoryski (1697–1782), Woiwode von Ruthenien, General-Starost von Podolien, Starost von Warschau
- Fürst Adam Kazimierz Czartoryski (1734–1823), Sohn des Fürsten August Aleksander, wurde nach dem Tod Augusts III. als Kandidat für den polnischen Thron aufgestellt, unterlag jedoch seinem Vetter Stanislaus Poniatowski, dessen Wahl massiv von russischer Seite unterstützt worden war. Er trat nach der ersten Teilung Polens wegen seiner in Galizien gelegenen Besitzungen in österreichische Dienste und wurde von Kaiser Josef II. zum Feldmarschall ernannt. An dem Reichstag von 1788 bis 1791 und an den Bestrebungen des polnischen Adels, dem Vaterland die Unabhängigkeit wiederzubringen, nahm er eifrigen Anteil, suchte aber vergeblich den Kurfürsten von Sachsen zur Annahme der Krone Polens und den österreichischen Kaiser zur Vermittlung den eigennützigen Absichten Russlands gegenüber zu bewegen. Zum Senator Palatinus ernannt, zog er sich auf seine Güter zurück und starb am 22. März 1823 in Sieniawa in Galizien. Im Jahre 1761 ehelichte er seine Cousine Izabela, Tochter des Großschatzmeisters von Litauen, Georg Detlev Graf von Flemming. Izabella Czartoryska, geborene Gräfin Flemming

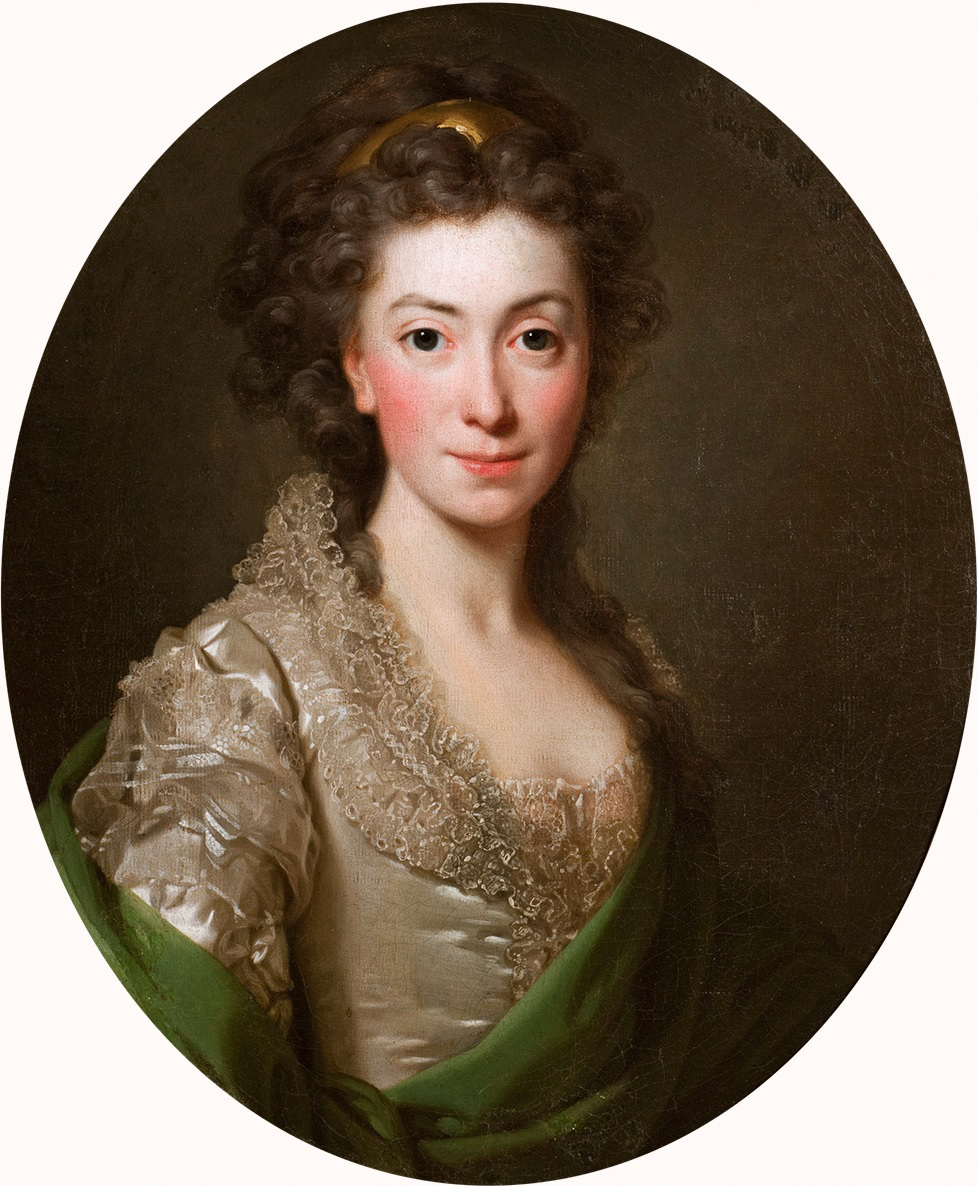
Izabella Czartoryska, geborene Gräfin Flemming

- Fürstin Izabela Czartoryska (1746–1835), geborene Gräfin von Flemming: Schriftstellerin, Kunstsammlerin und Gründerin des ersten polnischen Nationalmuseums. Izabela Czartoryska war gleichsam berühmt für ihren Geist und ihren Patriotismus und zählte zu den einflussreichsten Frauen ihres Zeitalters. Sie lebte nach dem Tod ihres Gemahls auf ihrer Besitzung Puławy, wo sie neben prächtigen Landschaftsgärten auch Volksschulen, Fabriken und in dem sogenannten Sibyllentempel das erste Museum Polens anlegte. Während des Aufstandes von 1830 war ihr Schloss ein Hospital für die verwundeten und ein Zufluchtsort für die flüchtenden Patrioten. Nach dem unglücklichen Ausgang der Revolution zog sie sich nach Wysock in Galizien zurück, wo sie am 17. Juni 1835 starb. Ihre Tochter, Prinzessin Maria Anna, vermählte sich 1784 mit dem Herzog Ludwig von Württemberg. Adam Jerzy Czartoryski

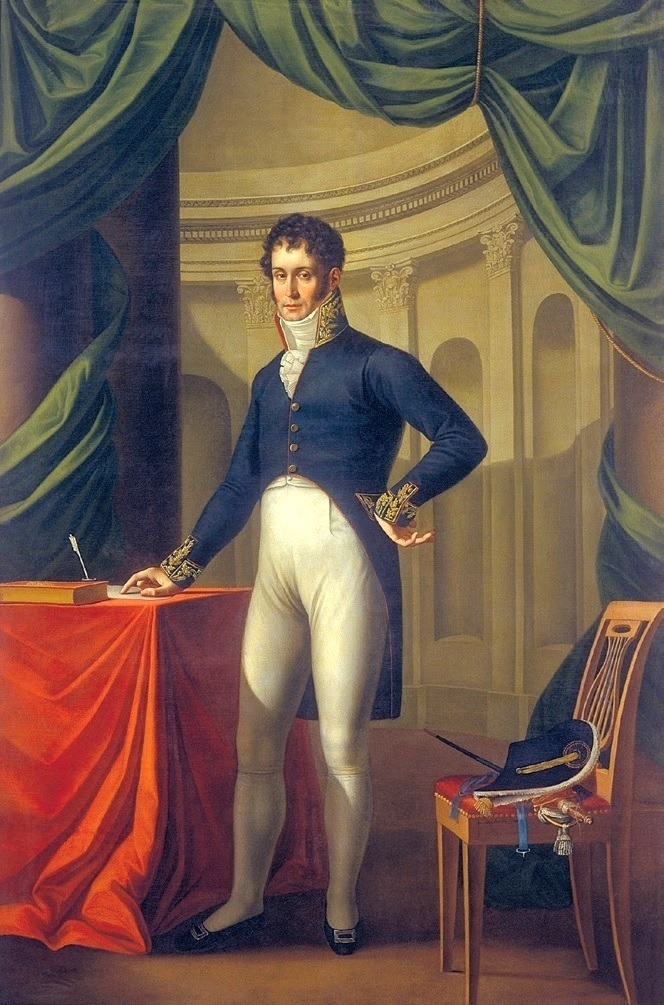
Adam Jerzy Czartoryski

- Fürst Adam Jerzy Czartoryski (1770–1861) vollendete seine Bildung an den Universitäten von Edinburgh und London und nahm am von Tadeusz Kościuszko geführten Freiheitskampf rühmlichen Anteil. Nach der dritten Teilung Polens 1795 nebst seinem Bruder Konstantin als Geisel nach Petersburg geschickt, trat er hier mit dem jungen Großfürsten Alexander in freundschaftliche Beziehungen. Nach seiner Thronbesteigung ernannte ihn Alexander zum Minister des Auswärtigen und zum Kurator sämtlicher Unterrichtsanstalten in Litauen und Weißrussland. Adam Georg Czartoryski gehörte zu dem sogenannten Triumvirat, das Alexanders persönlichen Rat bildete. Er hoffte durch Alexander die Wiederherstellung eines unabhängigen Polen unter einem russischen Großfürsten zu erreichen. Er war daher mit der Politik Russlands 1805–1807 nicht einverstanden, begleitete zwar Alexander in den Krieg, nahm aber nach demselben seine Entlassung, ohne jedoch sein Vertrauen zu verlieren. Wiewohl er kurz vor dem Beginn des Kriegs mit Frankreich im russischen Reichsrat zugunsten seiner Nation sprach und sein Vater sich offen Napoleon I. anschloss, blieb Adam Georg Czartoryski doch an Alexanders Seite und erhielt 1815 die Würde eines Senator Palatinus des Königreichs. Auf dem Wiener Kongress übte er wesentlichen Einfluss auf die Abfassung der von Kaiser Alexander den Polen gegebenen Verfassungsurkunde aus. 1817 vermählte er sich mit Prinzessin Anna Sapieha. Mit Freimütigkeit sprach er auf dem ersten Reichstag als Mitglied der Senatorenkammer von den Vorteilen konstitutioneller Verfassungen und suchte auch als Kurator der Universität Wilna die Nationalität Polens zu heben, wurde aber 1821 von dem ihm misstrauenden Großfürsten Konstantin seiner Stelle enthoben und lebte von nun an auf seinem Stammsitz Puławy nur der Kunst und den Wissenschaften. Nach Beginn der polnischen Revolution von 1830 trat er auf Lubeckis Einladung dem von diesem gebildeten Administrationsrat in Warschau bei, wurde zum Präsidenten der provisorischen Regierung ernannt und berief den Reichstag auf den 18. Dezember 1830. Am 30. Januar 1831 mit dem Vorsitz in der Nationalregierung betraut, spendete er die Hälfte seines Vermögens zur Rettung des Vaterlandes, legte aber nach den Gräueltaten des 15. und 16. August 1831 sein Amt nieder und verließ, als sich Jan Krukowiecki an die Spitze der Regierung gedrängt hatte, Warschau und diente als gemeiner Soldat in dem Korps des Generals Ramorino, bis dieser zu Anfang September 1831 auf österreichisches Gebiet übertrat, worauf auch Czartoryski Polen verließ. Von der Amnestie von 1831 ausgeschlossen, lebte er fortan in Paris und galt als das Haupt der aristokratischen (weißen) Partei der polnischen Emigranten, die in ihm den künftigen konstitutionellen König Polens sah und ihn 1838 förmlich dazu wählte. Seine Güter in Polen wurden konfisziert. Die von der österreichischen Regierung über seine Besitzungen in Galizien infolge des polnischen Aufstandes von 1846 verhängte Sequestration wurde 1848 wieder aufgehoben. Im April 1848 erließ er den Bauern auf seiner Herrschaft Sieniawa in Galizien die Frondienste und gab ihnen ihre Besitzungen zu eigen. Mit Russland söhnte er sich auch unter Alexander II. nicht aus und nahm die ihm 1856 angebotene Amnestie nicht an. Er starb am 15. Juli 1861 auf Schloss Montfermeil bei Paris. Er hinterließ eine Tochter und zwei Söhne, Fürst Witold Czartoryski (1824–1865) und Fürst Władysław Czartoryski (1828–1894), dem Begründer des Czartoryski-Museums in Krakau. Dieser vermählte sich 1855 mit Marie Amparo, einer Tochter der Königin Christine von Spanien. Nach dem Tod seiner ersten Frau vermählte er sich 1872 mit Prinzessin Marguerite von Orléans, Tochter des Herzogs von Nemours. Konstanty Adam Czartoryski

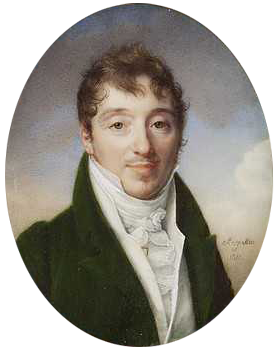
Konstanty Adam Czartoryski

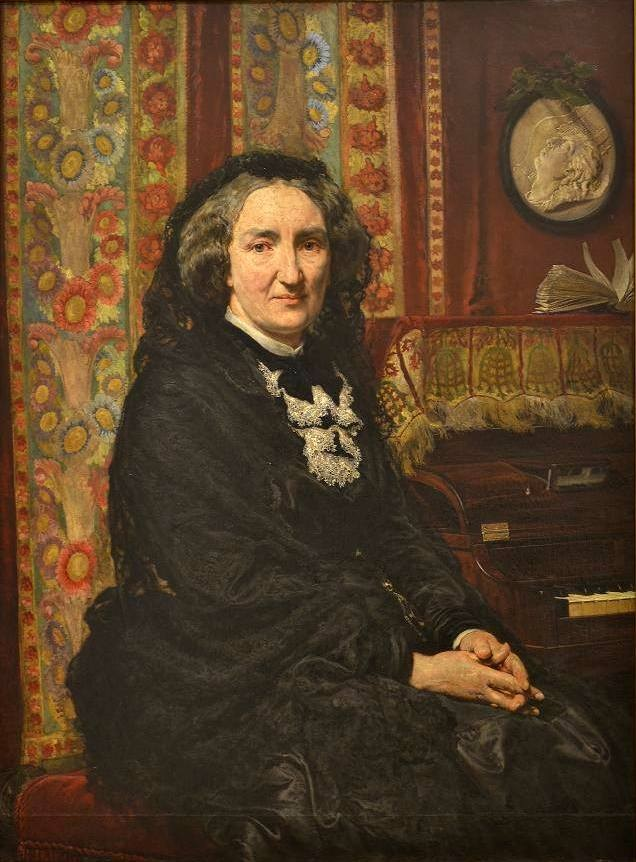
Fürstin Marcelina Czartoryska (1874)

- Fürst Konstanty Adam Czartoryski, (1773–1860) ging nach der zweiten Teilung Polens mit seinem älteren Bruder, Adam Jerzy, auf Wunsch der Kaiserin Katharina 1795 nach Petersburg und trat hier als Offizier in die Garde ein. Dem Großfürsten Konstantin als Generaladjutant zugeteilt, verblieb er bis 1799 in Petersburg. Anschließend kehrte er nach Puławy zurück und ging 1801, nach dem Tode des Kaisers Paul, nach Moskau zur Krönung des Kaisers Alexander. 1803 vermählte er sich mit Prinzessin Aniela Radziwiłł, trat 1809, zur Zeit des Großherzogtums Warschau, unter Fürst Joseph Poniatowski in die polnische Armee ein und errichtete ein Regiment auf eigene Kosten. Nach dem Tod seiner ersten Gemahlin (1808) vermählte sich Konstantin Czartoryski (1810) mit Gräfin Maria Dzierzanowska und ging 1811 nach Paris. Dort machte er unter Napoleon 1812 den russischen Feldzug mit, beteiligte sich an den Kämpfen bei Smolensk und an der Moskwa (bei letzterer Affaire wurde ihm das Pferd unter dem Leib durch eine Kanonenkugel getötet) und wurde aus diesem Anlass durch das Offizierkreuz der Ehrenlegion aus der Hand Napoleons ausgezeichnet. Wegen Kränklichkeit verließ er 1813 den Dienst und ging auf Reisen. 1816 begab er sich auf ausdrücklichen Wunsch des Kaisers Alexander nach Petersburg und wurde zum kaiserlichen Generaladjutanten ernannt, zog sich wegen anhaltender Kränklichkeit jedoch schon 1818 ins Privatleben zurück. Nachdem er abwechselnd einige Jahre in Polen, Frankreich, Italien und in der Schweiz zugebracht hatte, ließ er sich 1828 in Wien bleibend nieder. 1832 kaufte er von dem englischen Botschafter Lord Cowley die Villa van der Nüll in Weinhaus bei Wien (Czartoryski-Schlössel), die er mit einer kostbaren Gemäldesammlung, besonders aus den altitalienischen Schulen, ausstattete und als echter Kunstmäzen zum Sammelpunkt der Elite der Wiener Künstlerwelt gestaltete. Konstantin Adam Czartoryski starb am 23. April 1860 in Wien. Fürstin Marcelina Czartoryska (1874)
- Fürstin Marcelina Czartoryska (1817–1894), eine Tochter des Fürsten Michał Radziwiłł (1791–1846) und Fürstin Emilia Worcellówna (1790–1820), heiratete 1840 in Wien den Fürsten Aleksander Romuald Czartoryski, einen Neffen des Fürsten Adam Jerzy Czartoryski und großen Musikliebhaber. Im Folgejahr wurde ihr Sohn Marceli Czartoryski (1841–1909) geboren, ihr einziges Kind. Fürstin Czartoryska war eine bekannte Pianistin, Schülerin und Vertraute Frédéric Chopins, dessen Nachlass sie bewahrte. In ganz Europa veranstaltete sie Wohltätigkeitskonzerte, zumeist zugunsten polnischer Emigranten. In Krakau veranstaltete sie in ihrer Villa Musiksalons, förderte auf vielfältige Weise das Musikleben und wirkte als Philanthropin.
- Fürst Constantin Adam Czartoryski (Passy, Paris 9. April 1822–30. Oktober 1891 Wien), lebenslanges Herrenhausmitglied (seit 1867), Mitglied des Reichsgerichts, vom Kaiser zuletzt am 26. März 1891 zum Zweiten Vizepräsidenten des Herrenhauses ernannt.[2][3]
- Fürst Georg Konstantin Czartoryski (1828–1912) widmete sich anfangs dem Schreiben von Musik- und Theaterkritiken. Von 1855 bis 1865 redigierte er im Verein mit seinem Bruder Konstantin die „Rezensionen und Mitteilungen über Theater und Musik“, einem Fachblatt, das sich auch außerhalb Österreichs eines guten Rufs erfreute. Nach dem Tod seines Vaters übernahm er die ihm zufallenden bedeutenden Güter in Galizien. Durch Einführung einer rationelleren, auf die Fortschritte der Neuzeit basierten Bewirtschaftung, durch Errichtung von Fabriken und Volksschulen trug er zur Hebung der Bodenkultur und zur Verbesserung der Lage der Landbevölkerung in seinem Bezirk wesentlich bei. 1867 von der Stadt Jaroslau zum Abgeordneten in den galizischen Landtag gewählt, gewann er auch bald auf politischem Gebiet bedeutenden Einfluss und gilt heute als anerkannter Führer der föderalistischen Partei in Galizien. 1873 wurde er zu einem erblichen Mitglied des österreichischen Herrenhauses ernannt.
- Fürst Władysław Czartoryski (1828–1894), Sohn des Adam Jerzy Czartoryski, Gründer des Czartoryski-Museums in Krakau.

## Weitere Persönlichkeiten

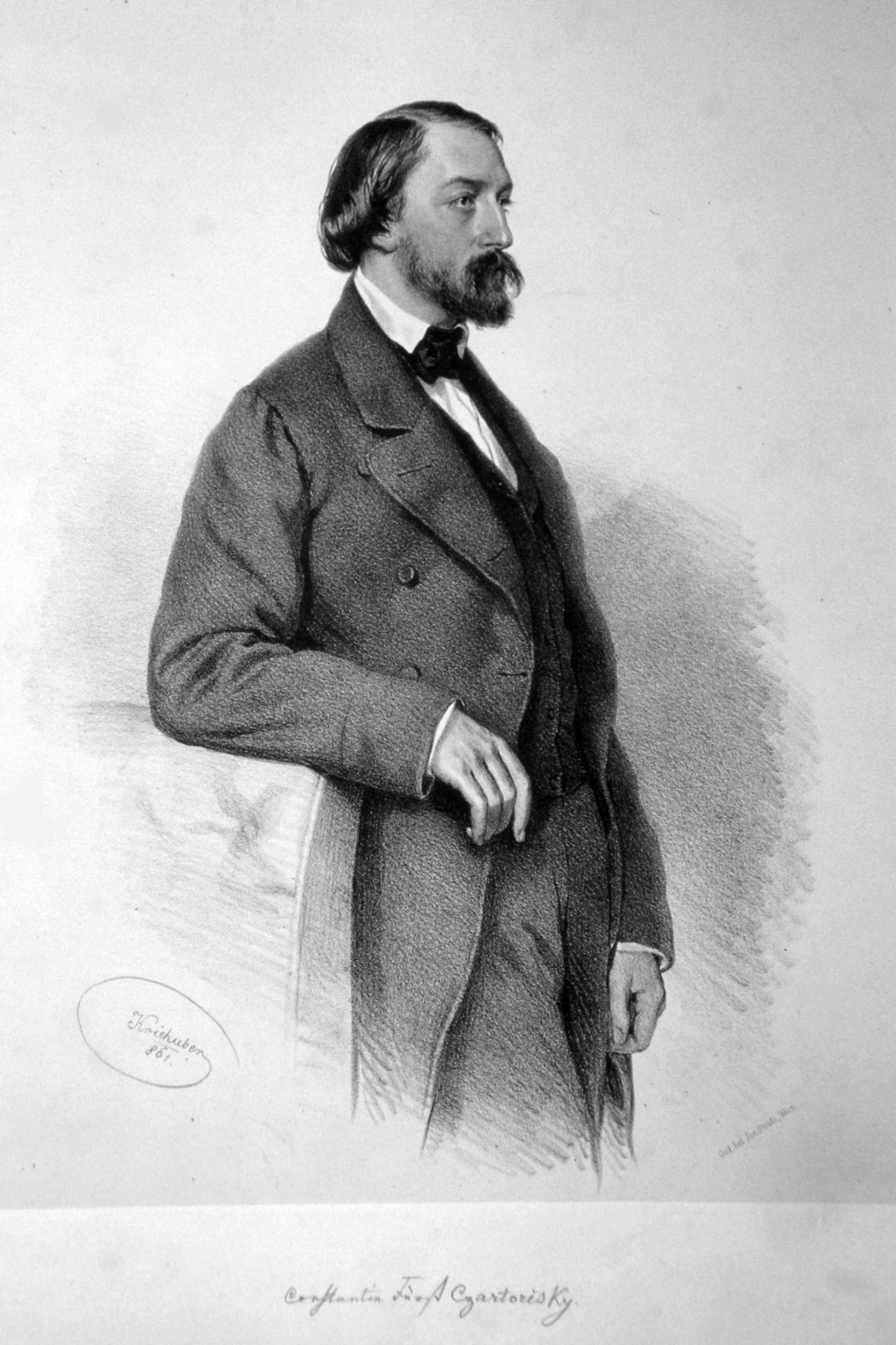
Konstanty Marian Czartoryski, Lithografie von Josef Kriehuber, 1861

- Adam Karol Czartoryski (* 1940), derzeitiger Chef des Hauses Czartoryski
- Antonina Czartoryska (1728–1746), vermählt mit dem Großschatzmeister von Litauen, Georg Detlev Graf von Flemming
- Arkadiusz Czartoryski (* 1966), polnischer Politiker
- August Czartoryski (1858–1893), Fürst, römisch-katholischer Priester und Salesianer Don Boscos
- Augustyn Józef Czartoryski (1907–1946)
- Eleonora Czartoryska, Tochter des polnischen Großschatzmeisters Wladislaus von Loß, verheiratet mit Anton Dominik Czartoryski († 1695), dann mit Friedrich Wilhelm II. von Holstein-Beck
- Elzbieta (Izabela) Czartoryska (1736–1816), vermählt mit dem Großmarschall der polnischen Krone, Fürst Stanislaus Lubomirski
- Florian Kazimierz Czartoryski (1620–1674), von 1650 bis 1654 Erzbischof von Posen
- Idzizlaw Czartoryski (1859–1909), Rittergutsbesitzer, Reichstagsabgeordneter
- Kazimierz Czartoryski (1674–1741)
- Konstancja Czartoryska (1700–1759), Mutter des letzten polnischen Königs Stanislaus II. August Poniatowski
- Konstanty Marian Czartoryski (1822–1891), Sohn des Adam Jerzy Czartoryki, österreichischer Diplomat
- Maria Anna Czartoryska (1768–1854), polnische Schriftstellerin
- Roman Czartoryski (1839–1887), deutscher Politiker
- Theodor Kasimierz Czartoryski (1704–1768), von 1739 bis 1768 Bischof von Posen

## Frühere Besitzungen
- Palast der Fürsten Czartoryski in Puławy. 1782 wurde die Siedlung Eigentum von Fürst Adam Kazimierz Czartoryski und stieg bald zu einem wichtigen Zentrum des politischen und kulturellen Lebens in Polen auf. 1801 wurde auf Initiative der Fürstin Izabella Czartoryska das erste Museum Polens eröffnet. Es wurden u. a. auch Liste der Gemälde von Leonardo da Vinci ausgestellt. Teile der Gemäldesammlung sind heute im Muzeum Czartoryskich in Krakau, dem ältesten Museum Polens, ausgestellt.
- Schloss Gołuchów: bis 1945 in Familienbesitz der Czartoryski. Das Schloss, ein rechtwinkliger Wehrbau mit Ecktürmen, ist eine Anlage aus der Blütezeit der Renaissance und entstand 1550–1560 unter Federführung von Rafał Leszczyński (Woiwode in Kujawien) als Erweiterung eines bereits zuvor bestehenden Adelssitzes. Bis 1939 zählte Schloss Gołuchów zu den größten privaten Museen Europas, die Sammlungen konnten während der Besatzung durch das Deutsche Reich 1939–1945 vor den Nationalsozialisten gerettet werden. Seit 1952 ist das Nationalmuseum Posen Besitzer, als dessen Nebenstelle das Schloss bis heute fungiert.
- Schloss Sieniawa: Das Schloss wurde im 18. Jahrhundert im Auftrag des Krongroßhetmans Adam Nikolaus Sieniawski erbaut. Im Jahre 1731 ging die Stadt durch die Heirat von Prinzessin Maria Zofia Sieniawska mit Fürst August Aleksander Czartoryski in den Besitz der Familie Czartoryski über, der Sieniawa bis 1944 gehörte.
- Wilanów-Palast bei Warschau: In den Jahren 1677–1696 im Auftrag des Königs Jan III. Sobieski erbaut. Der Palast befand sich in der zweiten Hälfte des 18. Jahrhunderts in Besitz der Familie Czartoryski.
- Czartoryski Palais in Krakau: In dem Palais befindet sich heute das Czartoryski-Museum, das älteste Museum Polens. Die Kunstsammlung wurde 1796 von Fürstin Izabella Czartoryska gegründet.
- Schloss Rokosowo: Das Schloss wurde Mitte des 19. Jahrhunderts im Stil der romantischen Gotik nach einem Entwurf des Architekten Friedrich Stüller für Graf Józef Mycielski erbaut. Das Schloss steht an der Stelle eines alten Herrenhauses aus dem 16. Jahrhundert, der vorhandene Wassergraben ist ein Überbleibsel der früheren Anlage. Das Schloss ist von einem 10 Hektar großen Park umgeben, der aufgrund der vorhandenen natürlichen Landschaft angelegt wurde. Im Jahre 1867 kaufte die Familie Czartoryski das Anwesen, in deren Besitz es bis zum Zweiten Weltkrieg verblieb. Heute befindet sich in dem Schloss ein Hotel.
- Czartoryski-Schlössel, ein ehemaliges Palais im 18. Wiener Gemeindebezirk Währing.
- Hôtel Lambert, Palais in Paris, welches im Besitz der Familie von 1842 bis 1975 war und ein bedeutendes Zentrum der Exil-Polen wurde.
- Schloß in Pełkinie.

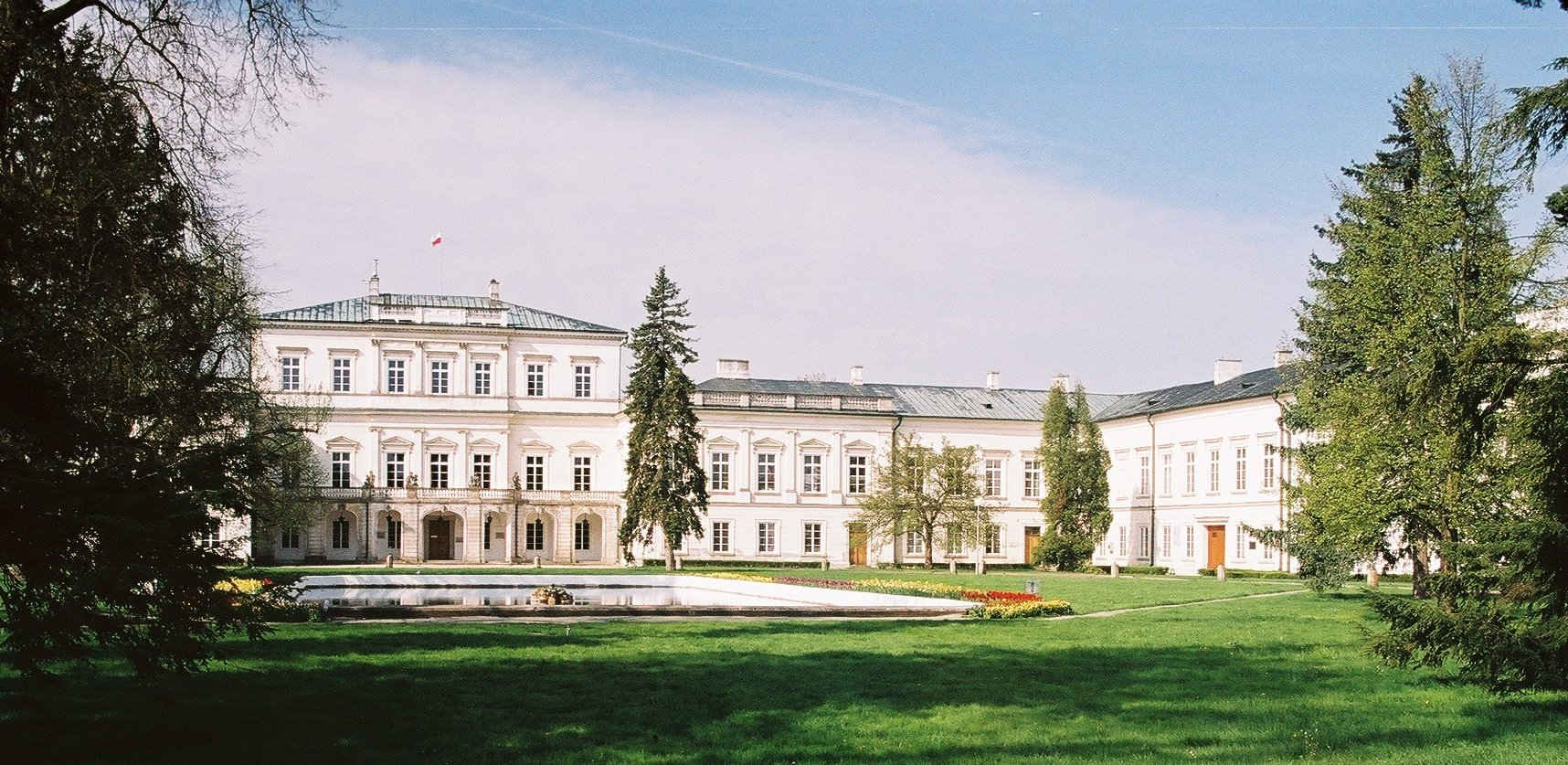
Czartoryski-Palast in Puławy
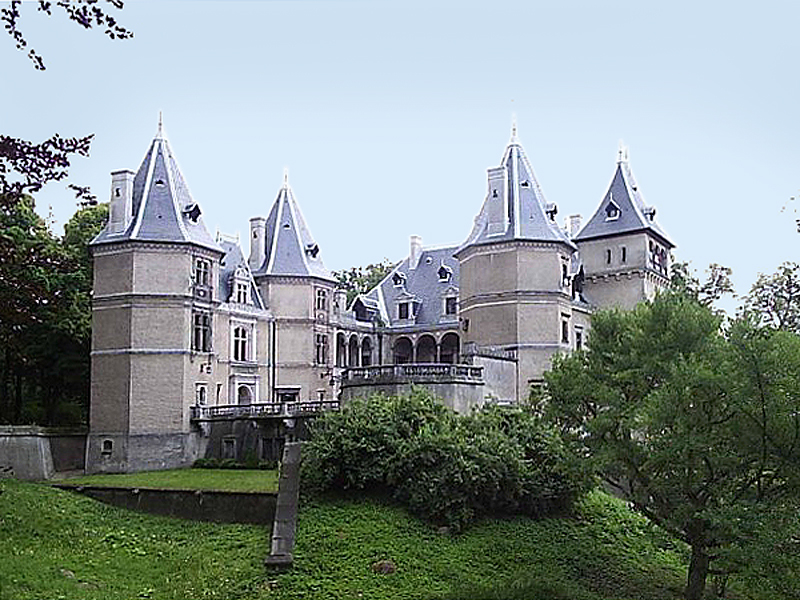
Blick in den Innenhof von Schloss Gołuchów
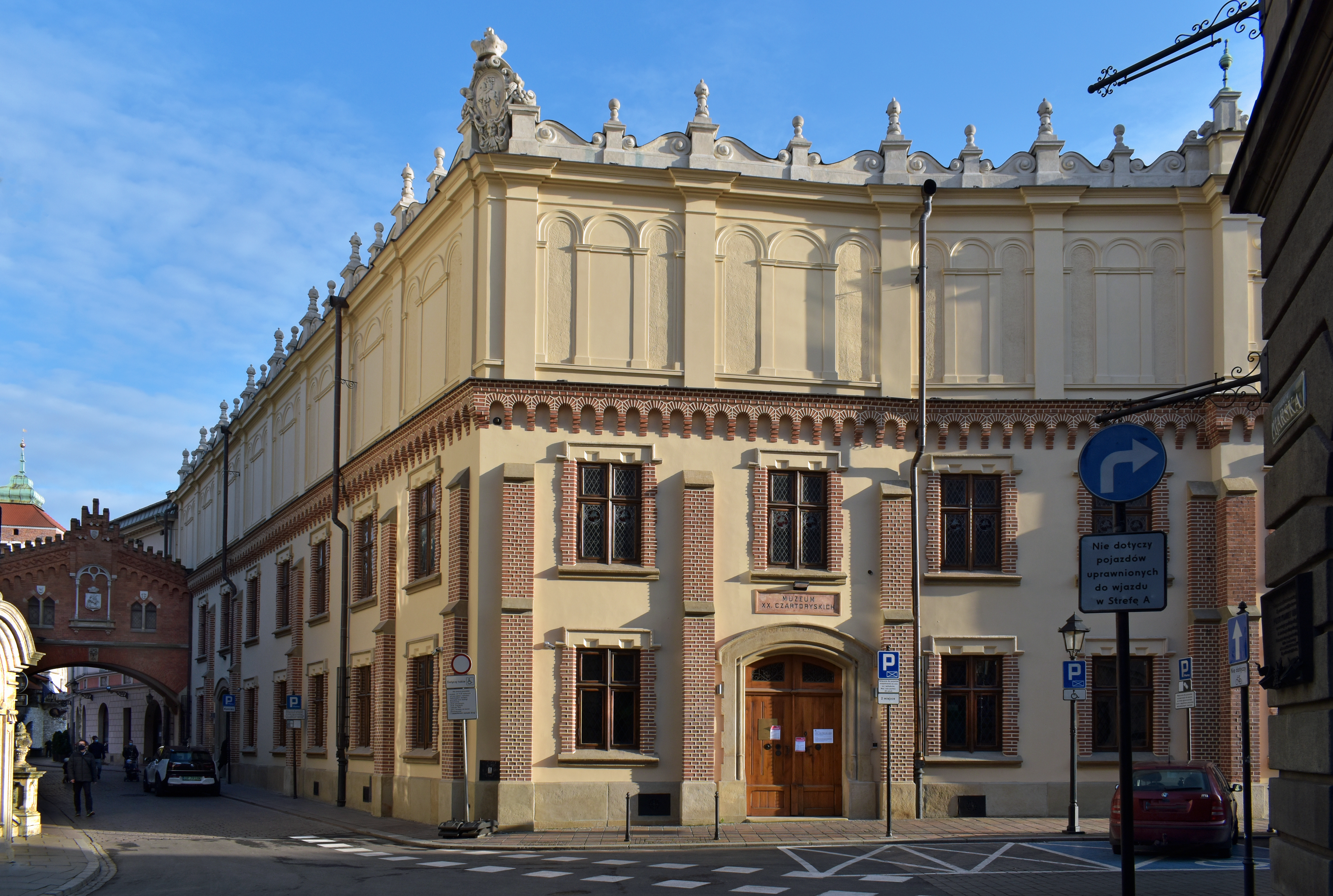
Czartoryski-Museum in Krakau
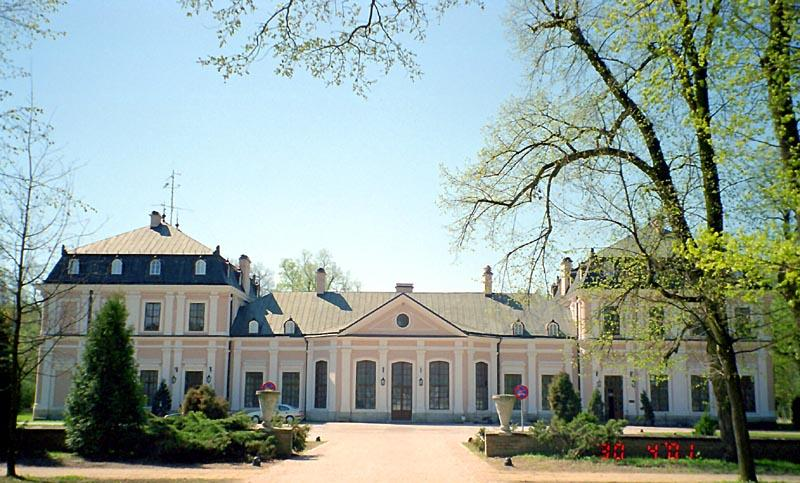
Schloss Sieniawa